# Campeonato Canadiense de Fútbol 2008
El Campeonato Canadiense de Fútbol 2008 fue la primera edición de la competición del fútbol de Canadá. Se disputó entre el 27 de mayo y el 22 de julio.
El campeón recibió el trofeo Copa Voyageurs, que antes se otorgaba al equipo canadiense con el mejor desempeño en la USL First Division, y clasificó a la ronda preliminar de la Concacaf Liga Campeones 2008-09.

## Equipos participantes
Los equipos participantes son Montreal Impact, Toronto y Vancouver Whitecaps.

## Formato
El torneo tiene a los tres equipos más importantes del fútbol en Canadá, los cuales se enfrentan en un triangular a dos vueltas, y el vencedor clasifica a la ronda preliminar de la Concacaf Liga Campeones 2008-09.
| Equipo              | Pts. | PJ | PG | PE | PP | GF | GC | Dif. |
| ------------------- | ---- | -- | -- | -- | -- | -- | -- | ---- |
| Montreal Impact     | 7    | 4  | 2  | 1  | 1  | 5  | 2  | +3   |
| Toronto             | 5    | 4  | 1  | 2  | 1  | 4  | 4  | 0    |
| Vancouver Whitecaps | 4    | 4  | 1  | 1  | 2  | 3  | 6  | -3   |

| Fecha       | Lugar                     | Local               | Resultado | Visitante           |
| ----------- | ------------------------- | ------------------- | --------- | ------------------- |
| 27 de mayo  | Estadio Saputo, Montreal  | Montreal Impact     | 0:1       | Toronto             |
| 17 de junio | Estadio Saputo, Montreal  | Montreal Impact     | 2:0       | Vancouver Whitecaps |
| 25 de junio | Estadio Swangard, Burnaby | Vancouver Whitecaps | 0:2       | Montreal Impact     |
| 1 de julio  | BMO Field, Toronto        | Toronto             | 0:1       | Vancouver Whitecaps |
| 9 de julio  | Estadio Swangard, Burnaby | Vancouver Whitecaps | 2:2       | Toronto             |
| 22 de julio | BMO Field, Toronto        | Toronto             | 1:1       | Montreal Impact     |

| Campeón Montreal Impact |
| 1° título               |